# Leptoctenopsis
Leptoctenopsis is een geslacht van vlinders van de familie spanners (Geometridae), uit de onderfamilie Desmobathrinae.

## Soorten
- L. calexaria Walker, 1860
- L. leucographa Dognin, 1906
- L. melusina Prout, 1910
- L. mena Druce, 1892
- L. murina Warren, 1901
- L. olivacea Prout, 1910
- L. redimita Prout, 1932
- L. subpurpurea Warren, 1897
- L. subrufa Warren, 1900
- L. tatochorda Prout, 1916
- L. translativena Prout, 1916